# Heracles in het seizoen 1957/58
Het seizoen 1957/1958 was het 54e jaar in het bestaan van de Almelose voetbalclub Heracles. De club kwam uit in de Tweede divisie B en eindigde daar op de eerste plaats, wat rechtstreekse promotie naar de Eerste divisie betekende. Ook werd deelgenomen aan het toernooi om de KNVB beker, het team kwam niet verder dan de voorronde. Er werd met 5–1 verloren van HVC.

## Wedstrijdstatistieken

### Tweede divisie B
| 1e speelronde                                                         | Heerenveen                                                                           | 2 – 3 (1 – 0) | Heracles                                                               |
| 8 september 1957 Plaats: Heerenveen Sportpark Noord                   | Hans Alleman 7', 53'                                                                 |               | 59' Herman Vrielink 86' Joop Schuman 88' Roel Greving                  |
| 2e speelronde                                                         | Heracles                                                                             | 4 – 0 (0 – 0) | Enschedese Boys                                                        |
| 15 september 1957 Plaats: Almelo Bornsestraat                         | Alfons Droste 60' Joop Schuman 70', 75', 85'                                         |               |                                                                        |
| 3e speelronde                                                         | Heracles                                                                             | 6 – 0 (3 – 0) | Oosterparkers                                                          |
| 22 september 1957 Plaats: Almelo Bornsestraat                         | Joop Schuman 12' (pen.), 33', 75', 76' (pen.) Benny Haghuis 21' Alfons Droste 66'    |               |                                                                        |
| 4e speelronde                                                         | Vrij                                                                                 | Vrij          | Vrij                                                                   |
| 5e speelronde                                                         | Heracles                                                                             | 4 – 0 (3 – 0) | PEC                                                                    |
| 6 oktober 1957 Plaats: Almelo Bornsestraat                            | Steve Mokone 28' Alfons Droste 34', 44' Benny Haghuis 75'                            |               |                                                                        |
| 6e speelronde                                                         | Zwartemeer                                                                           | 0 – 1 (0 – 1) | Heracles                                                               |
| 13 oktober 1957 Plaats: Klazienaveen Sportpark aan de Mr. Ovingstraat |                                                                                      |               | 20' Roel Greving                                                       |
| 7e speelronde                                                         | Heracles                                                                             | 1 – 3 (0 – 1) | Rheden                                                                 |
| 20 oktober 1957 Plaats: Almelo Bornsestraat                           | Joop Schuman 61'                                                                     |               | 44', 65' Ben Zweers 62' T.J. Bremer                                    |
| 8e speelronde                                                         | Go Ahead                                                                             | 3 – 2 (2 – 2) | Heracles                                                               |
| 27 oktober 1957 Plaats: Deventer Sportpark Go Ahead                   | Dick Faber 10' (pen.) Willy Mos 20' Joop Butter 53'                                  |               | 22' Henk ten Brink 33' Steve Mokone                                    |
| 9e speelronde                                                         | Heracles                                                                             | 0 – 2 (0 – 1) | Veendam                                                                |
| 3 november 1957 Plaats: Almelo Bornsestraat                           |                                                                                      |               | 38' Mattheus Korte 70' Jan van der Berg                                |
| 10e speelronde                                                        | Velocitas                                                                            | 2 – 4 (0 – 2) | Heracles                                                               |
| 10 november 1957 Plaats: Groningen Stadspark                          | Klaas van der Veen 65' Evert Drommel 75'                                             |               | 35', 36', 53', 85' Joop Schuman                                        |
| 11e speelronde                                                        | Heracles                                                                             | 5 – 1 (1 – ?) | 'Be Quick                                                              |
| 24 november 1957 Plaats: Almelo Bornsestraat                          | Herman Vrielink 11' Joop Schuman 63', 72', 77' Roel Greving 79'                      |               | Goal                                                                   |
| 12e speelronde                                                        | Zwolsche Boys                                                                        | 2 – 3 (1 – 2) | Heracles                                                               |
| 1 december 1957 Plaats: Zwolle Sportpark De Vrolijkheid               | Rein van Veen 5' Herman Schrijver 56'                                                |               | 22', 42' Joop Schuman 46' Roel Greving                                 |
| 13e speelronde                                                        | Heracles                                                                             | 3 – 2 (1 – 1) | N.E.C.                                                                 |
| 29 december 1957 Plaats: Almelo Bornsestraat                          | Roel Greving 19' Herman Vrielink 55' Joop Schuman 65'                                |               | 43' Tini van Reeken 55' Leo Kuhnen                                     |
| 14e speelronde                                                        | Tubantia                                                                             | 0 – 3 (0 – 3) | Heracles                                                               |
| 16 februari 1958 Plaats: Hengelo Stadion Veldwijk                     |                                                                                      |               | 30', 33' Herman Vrielink 35' Jacques van Hout                          |
| 15e speelronde                                                        | Heracles                                                                             | 2 – 2 (1 – 1) | Oldenzaal                                                              |
| 22 december 1957 Plaats: Almelo Bornsestraat                          | Joop Schuman 14' Roel Greving 53'                                                    |               | 3' Jacob Edel 71' Toon Valks                                           |
| 16e speelronde                                                        | Heracles                                                                             | 4 – 0 (3 – 0) | Heerenveen                                                             |
| 23 maart 1958 Plaats: Almelo Bornsestraat                             | Joop Schuman 29' Steve Mokone 38' Johan Scholten 39' Klaas Ringia 52' (e.d.)         |               |                                                                        |
| 17e speelronde                                                        | Enschedese Boys                                                                      | 3 – 0 (0 – 0) | Heracles                                                               |
| 12 januari 1958 Plaats: Enschede Heekpark                             | Gerrit Nijsink 80' Koen Weijdijk 85', 89'                                            |               |                                                                        |
| 18e speelronde                                                        | Oosterparkers                                                                        | 1 – 6 (0 – 4) | Heracles                                                               |
| 21 april 1958 Plaats: Groningen Stadion Oosterpark                    | Jan Dijkstra 85'                                                                     |               | 20' Johan Scholten 21' Herman Vrielink 30', 45', 60', 78' Joop Schuman |
| 19e speelronde                                                        | Vrij                                                                                 | Vrij          | Vrij                                                                   |
| 20e speelronde                                                        | PEC                                                                                  | 0 – 4 (0 – 2) | Heracles                                                               |
| 19 januari 1958 Plaats: Zwolle Gemeentelijk Sportpark                 |                                                                                      |               | 27', 77' Steve Mokone 45' Herman Vrielink 86' Joop Schuman             |
| 21e speelronde                                                        | Heracles                                                                             | 5 – 4 (1 – 3) | Zwartemeer                                                             |
| 23 februari 1958 Plaats: Almelo Bornsestraat                          | Joop Schuman 3', 61', 89' Johan Scholten 51' Roel Greving 64'                        |               | 14', 58' Tonny Roosken 24' Hans Kalter 28' (e.d.) Harry Tusveld        |
| 22e speelronde                                                        | Rheden                                                                               | 0 – 1 (0 – 0) | Heracles                                                               |
| 16 maart 1958 Plaats: Rheden Thomassen-terrein                        |                                                                                      |               | 80' Joop Schuman                                                       |
| 23e speelronde                                                        | Heracles                                                                             | 3 – 2 (1 – 2) | Go Ahead                                                               |
| 30 maart 1958 Plaats: Almelo Bornsestraat                             | Steve Mokone 30', 88' Joop Schuman 65'                                               |               | 14' Henk Hendriks 44' Willy Mos                                        |
| 24e speelronde                                                        | Veendam                                                                              | 2 – 3 (1 – 1) | Heracles                                                               |
| 30 april 1958 Plaats: Veendam De Langeleegte                          | Afinus de Vries 20' Mattheus Korte 67'                                               |               | 35' Joop Schuman 65' Jan Kamphuis 83' Steve Mokone                     |
| 25e speelronde                                                        | Heracles                                                                             | 1 – 0 (0 – 0) | Velocitas                                                              |
| 9 september 1958 Plaats: Almelo Stadion Esserber                      | Joop Schuman 57'                                                                     |               |                                                                        |
| 26e speelronde                                                        | Be Quick                                                                             | 1 – 2 (0 – 0) | Heracles                                                               |
| 15 mei 1958 Plaats: Groningen Bornsestraat                            | Ap Hansems 81'                                                                       |               | 70' Herman Vrielink 80' Joop Schuman                                   |
| 27e speelronde                                                        | Heracles                                                                             | 7 – 0 (2 – 0) | Zwolsche Boys                                                          |
| 1 juni 1958 Plaats: Almelo Bornsestraat                               | Jan Kamphuis 9' Joop Schuman 20', 54', 63', 80' Herman Vrielink 50' Steve Mokone 75' |               |                                                                        |
| 28e speelronde                                                        | N.E.C.                                                                               | 0 – 3 (0 – 2) | Heracles                                                               |
| 8 juni 1958 Plaats: Nijmegen Goffertstadion                           |                                                                                      |               | 2', 72' Herman Vrielink 42' Joop Schuman                               |
| 29e speelronde                                                        | Heracles                                                                             | 2 – 1 (1 – 1) | Tubantia                                                               |
| 18 mei 1958 Plaats: Almelo Bornsestraat                               | Herman Vrielink 43' Roel Greving 85'                                                 |               | 30' Frans Eppink                                                       |
| 30e speelronde                                                        | Heracles                                                                             | 0 – 3 (0 – 3) | Oldenzaal                                                              |
| 26 mei 1958 Plaats: Oldenzaal Het Heuveltje                           |                                                                                      |               | 8' Joop Schuman 30' Herman Vrielink 40' Steve Mokone                   |

### KNVB Beker
| Voorronde                                               | HVC                                                                        | 5 – 1 (2 – 0) | Heracles            |
| 1 september 1957 Plaats: Amersfoort Sportpark Birkhoven | Ries van Maarschalkerweerd Wout Heinen Henk Wesseling Siem Sleeking –', –' |               | 43' Herman Vrielink |

## Statistieken Heracles 1957/1958

### Eindstand Heracles in de Nederlandse Tweede divisie B 1957 / 1958
| Stand | Gespeeld | Gewonnen | Gelijk | Verloren | Punten | Doelpunten voor | Doelpunten tegen |
| ----- | -------- | -------- | ------ | -------- | ------ | --------------- | ---------------- |
| 1e    | 28       | 23       | 1      | 4        | 47     | 83              | 33               |

### Topscorers
| #                | Naam                      | Goal |
| ---------------- | ------------------------- | ---- |
| 1.               | Joop Schuman              | 40   |
| 2.               | Herman Vrielink           | 13   |
| 3.               | Steve Mokone              | 10   |
| 4.               | Roel Greving              | 8    |
| 5.               | Alfons Droste             | 4    |
| 6.               | Johan Scholten            | 3    |
| 7.               | Benny Haghuis             | 2    |
| 7.               | Jan Kamphuis              | 2    |
| 9.               | Henk ten Brink            | 1    |
| 9.               | Jacques van Hout          | 1    |
| Eigen doelpunten |                           |      |
| –                | Klaas Ringia (Heerenveen) | 1    |
| Totaal           | Totaal                    | 83   |

| #      | Naam            | Goal |
| ------ | --------------- | ---- |
| 1.     | Herman Vrielink | 1    |
| Totaal | Totaal          | 1    |

### Punten per speelronde
| Speelronde | 1 | 2 | 3 | 4 | 5 | 6 | 7 | 8 | 9 | 10 | 11 | 12 | 13 | 14 | 15 | 16 | 17 | 18 | 19 | 20 | 21 | 22 | 23 | 24 | 25 | 26 | 27 | 28 |
| ---------- | - | - | - | - | - | - | - | - | - | -- | -- | -- | -- | -- | -- | -- | -- | -- | -- | -- | -- | -- | -- | -- | -- | -- | -- | -- |
| Punten     | 2 | 2 | 2 | 2 | 2 | 0 | 0 | 0 | 2 | 2  | 2  | 1  | 2  | 0  | 2  | 2  | 2  | 2  | 2  | 2  | 2  | 2  | 2  | 2  | 2  | 2  | 2  | 2  |

### Punten na speelronde
| Speelronde | 1 | 2 | 3 | 4 | 5  | 6  | 7  | 8  | 9  | 10 | 11 | 12 | 13 | 14 | 15 | 16 | 17 | 18 | 19 | 20 | 21 | 22 | 23 | 24 | 25 | 26 | 27 | 28 |
| ---------- | - | - | - | - | -- | -- | -- | -- | -- | -- | -- | -- | -- | -- | -- | -- | -- | -- | -- | -- | -- | -- | -- | -- | -- | -- | -- | -- |
| Punten     | 2 | 4 | 6 | 8 | 10 | 10 | 10 | 10 | 12 | 14 | 16 | 17 | 19 | 19 | 21 | 23 | 25 | 27 | 29 | 31 | 33 | 35 | 37 | 39 | 41 | 43 | 45 | 47 |

### Doelpunten per speelronde
| Speelronde | 1 | 2 | 3 | 4 | 5 | 6 | 7 | 8 | 9 | 10 | 11 | 12 | 13 | 14 | 15 | 16 | 17 | 18 | 19 | 20 | 21 | 22 | 23 | 24 | 25 | 26 | 27 | 28 | Totaal |
| ---------- | - | - | - | - | - | - | - | - | - | -- | -- | -- | -- | -- | -- | -- | -- | -- | -- | -- | -- | -- | -- | -- | -- | -- | -- | -- | ------ |
| Doelpunten | 3 | 4 | 6 | 4 | 1 | 1 | 2 | 0 | 4 | 5  | 3  | 2  | 3  | 0  | 4  | 3  | 5  | 1  | 4  | 3  | 1  | 6  | 3  | 2  | 2  | 3  | 7  | 3  | 83     |